# Bitva o Smolensk (1812)
Bitva o Smolensk se odehrála, včetně bojů v blízkosti města Smolenska, ve dnech 16. až 18. srpna 1812. Jednalo se o počáteční fázi Napoleonova tažení do Ruského impéria. Střetla se v ní vojska ruského cara Alexandra I. a francouzského císaře Napoleona Bonaparta.

## Průběh bitvy
Invaze francouzské Velké armády (Grande Armée) do Ruska, která začala 24. června 1812, se zprvu zúčastnilo cca 475 tisíc vojáků mnoha národností s téměř 200 tisíci koňmi. Celkový počet vojáků Velké armády během ruského tažení je udáván jako 610 tisíc mužů. V bitvě o Smolensk, která skončila pro Francouze vítězstvím, bojovalo na francouzské straně zhruba 45 tisíc mužů. Dne 15. srpna oslavil císař Francouzů Napoleon své 43. narozeniny. Podle některých zdrojů považovali francouzští maršálové a generálové vítězství v bitvě o Smolensk za dárek k císařovým narozeninám. Ztráty na obou stranách však byly značné. U francouzské armády včetně pruských a polských jednotek činily ztráty podle různých zdrojů 6 000 až 10 000 vojáků. Na ruské straně bránilo Smolensk asi 30 tisíc mužů, ztraceno bylo 6 000 až 15 000 vojáků. V bitvě padl na francouzské straně polský generál Grabowski, tři generálové byli zraněni. Na ruské straně zasáhla do bojů také 4. divize, jejímž velitelem byl generál německého původu, princ a titulární vévoda z Württembergu. Následkem bitvy lehlo město Smolensk zčásti popelem, zprvu kvůli ostřelování francouzským dělostřelectvem. Při svém ústupu dne 18. srpna zapálili Rusové všechny sklady zásob, zvláště potravin a munice. Z literatury je známo, že francouzští vojáci měli po dobytí města od císaře zakázáno rabovat.